# جاك شارل
جاك شارل (بالفرنسية: Jacques Charles)‏ هو عالم ومخترع فرنسي عاش بين 12 نوفمبر 1746 و 7 أبريل 1823. اهتم جاك شارل بالمناطيد ويعد أول من استخدم الهيدروجين في ملئها وذلك عام 1783.
نتيجة تعامله مع الغازات لاحظ جاك شارل تأثر الغازات بالضغط والحرارة ووضع لها قانوناً، قام لويس جوزيف غي ـ لوساك لاحقاً عام 1802 بصياغته ونسبه إل جاك شارل حيث أسماه قانون شارل.
انتخب شارل كعضو في الأكاديمية الفرنسية للعلوم عام 1795.

## روابط خارجية
- جاك شارل على موقع الموسوعة البريطانية (الإنجليزية)
- جاك شارل على موقع الموسوعة البريطانية (الإنجليزية)